# Раабен, Лев Николаевич
Лев Николаевич Раабен (1 января 1913, Грозный — 22 октября 2002, Санкт-Петербург) — советский музыковед.

## Биография
Родился в семье инженера Николая фон Францевича Раабена, который происходил из старинного шведского дворянского рода, перешедшего на русскую службу после Петровских завоеваний. В 1935 году Л. Н. Раабен поступил в Ленинградскую консерваторию, которую окончил в 1940 году по классу скрипки. После войны продолжил обучение в аспирантуре той же консерватории под руководством Б. А. Струве и в 1948 году защитил кандидатскую диссертацию «Инструментальный ансамбль в русской музыке». В 1968 году получил учёную степень доктора искусствоведения, а в 1972 году — звание профессора по кафедре «скрипка и альт» Ленинградской консерватории. В течение тридцати лет возглавлял сектор музыки Ленинградского государственного института театра, музыки и кинематографии им. Н. К. Черкасова. Опубликовал свыше 140 исследовательских трудов по дирижированию, истории музыки, смычкового исполнительства, композиторского творчества XX века.

## Избранные публикации
- Вопросы квартетного исполнительства. — М.: МузГИз, 1956, 1960.
- Скрипичные и виолончельные произведения П. И. Чайковского. — М.: МузГИз, 1958.
- Инструментальный ансамбль в русской музыке. — М.: МузГИз, 1961.
- Леопольд Семёнович Ауэр. — Л.: МузГИз, 1962.
- Советская камерно-инструментальная музыка. — Л.: МузГИз, 1963.
- Мирон Полякин. — М.: МузГИз, 1963.
- Скрипка. — М.: МузГИз, 1963.
- Мастера советского камерно-инструментального ансамбля. — Л.: Музыка, 1964.
- Жизнь замечательных скрипачей. — М.-Л.: Музыка, 1967.
- Советский инструментальный концерт. — Л.: Музыка, 1967.
- Жизнь замечательных скрипачей и виолончелистов. — Л.: Музыка, 1969.
- Советский инструментальный концерт 1968—1975 годов. — Л.: Музыка, 1976.
- История русского и советского скрипичного искусства. — Л.: Музыка, 1978. — 201 с.